# Lepidisis solitaria
Lepidisis solitaria är en korallart som beskrevs av Grant 1976. Lepidisis solitaria ingår i släktet Lepidisis och familjen Isididae. Inga underarter finns listade i Catalogue of Life.